# موريس فوستر (لاعب كريكت)
موريس فوستر (1889 في المملكة المتحدة - 3 ديسمبر 1940) هو لاعب كريكت ماليزي. لعب مع نادي مقاطعة ورسسترشاير للكريكيت ‏ ونادي مارليبون للكريكت ‏.

## وصلات خارجية
- موريس فوستر على موقع إي آس بي آن كريك إنفو (الإنجليزية)